# Selma Jemaii
Selma Jemaii – tunezyjska zapaśniczka walcząca w stylu wolnym. Złota medalistka mistrzostw Afryki w 2012 i brązowa w 2014; czwarta w 2010. Mistrzyni Afryki juniorów i kadetów w 2010 roku.